# 包氏獸屬
包氏獸屬（屬名：Bauria）是獸頭亞目已滅絕的一屬，屬於包氏獸科。包氏獸生存於三疊紀早期的非洲南部，牠們可能是肉食性或食蟲性。

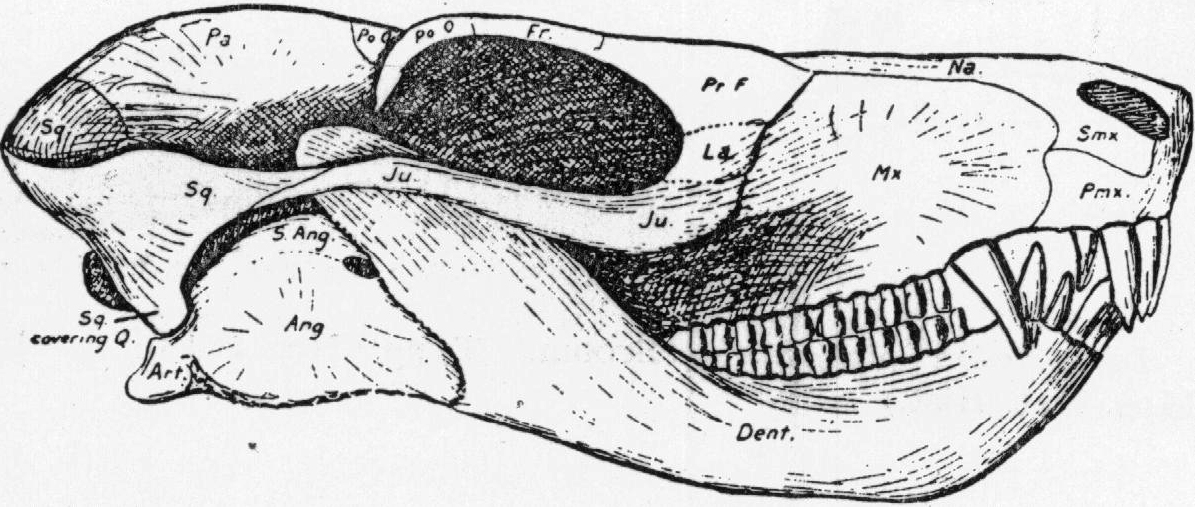
包氏獸的顱骨重建圖（編號5622標本）

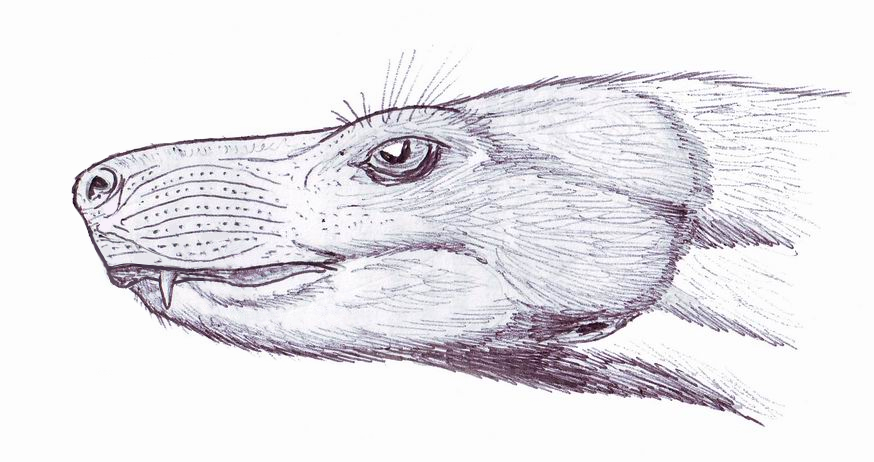
包氏獸的頭部想像圖